# Shunko

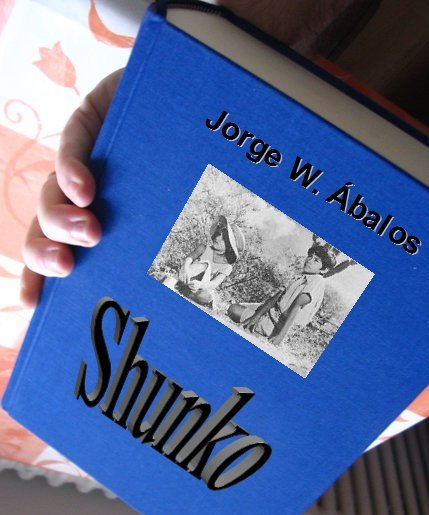
Shunko por Jorge W. Ábalos

Shunko es una novela del escritor, maestro y científico argentino Jorge W. Ábalos, publicada en 1949 y que constituye uno de los clásicos de la literatura argentina. En 1959, el actor y director chileno Lautaro Murúa, llevó la novela al cine en una película homónima, que fue premiada con el Premio Cóndor de Plata como mejor película del año. La novela ha sido frecuentemente utilizada como libro de lectura en el sistema escolar argentino. El tema de la novela, la relación entre un niño quechua hablante de Santiago del Estero y su maestro proveniente de la gran ciudad, se relaciona tanto con la discriminación y marginación de los indígenas en Argentina, así como con una visión más democrática del proceso educativo, en el que tanto el maestro como el alumno se enseñan mutuamente, aprendiendo uno del otro.

## Sinopsis
El argumento trata sobre la relación entre un maestro, educado en la gran ciudad, que es destinado a una escuela rural en la provincia de Santiago del Estero, en la que los alumnos son hablantes de quechua. Poco a poco es el maestro el que comienza a aprender de sus alumnos y a establecer una relación de respeto y aprendizaje mutuo. "Shunko" en quechua quiere decir "el más chiquito"; la novela está centrada en la relación del maestro proveniente de la cultura oficial hispano-argentina, y su alumno "más pequeño", el Shunko.

## Miscelánea
- Ábalos fue un destacado científico (entomólogo) argentino, que se desempeñó como maestro rural en Santiago del Estero, de donde tomó las vivencias que vuelca en su novela.
- En la vida real Shunko fue Benicio Palavecino, un santiagueño nacido en 1929, que vivía en el pueblo de Tacañitas, a orillas del Río Salado, que fue alumno de Jorge W. Ábalos, en la segunda mitad de la década del 30 y que luego migró al Gran Buenos Aires para trabajar desde 1953 en el Hipódromo de San Isidro, como cuidador de caballos.[1] En 2000, Palavecino, con 70 años, fue entrevistado por el periodista Jorge Rouillon y cuando éste le preguntó que le quedaba de Ábalos, aquel contestó con simpleza:

A ser gente, saber respetar y hablar en castellano.
Benicio Palavecino, "Shunko"

- La novela ha sido traducida a varios idiomas y utilizada muchas veces como libro de lectura en las escuelas primarias argentinas.
- Jorge Ábalos ha destacado los aspectos fortuitos que influyeron en el éxito de la novela:

Cuando escribí Shunko, estoy hablando de cuarenta y pico años atrás, muchos narradores de la época escribían de una manera distinta, “importante”… Este librito, entonces, hecho con la llaneza del individuo que solamente cuenta lo que ve, lo que siente, no tuvo eco literario y quedó amontonado en las propias estanterías de mi casa. Al pensar en publicarlos, llevado por la ingenua actitud mandé a imprimir un elevado número de ejemplares. El libro había ganado un premio de la Comisión Nacional de Cultura. Eso me entusiasmó y de alguna manera me equivocó… Pero luego de una mecánica de lento reconocimiento por parte del público, llegó la película. Un productor se interesó por el libro y con el impulso dado por la película, con la publicidad que le significó, el libro interesó a una editorial que lo puso al alcance del público y tuvo “su oportunidad”. Por eso, a veces pienso cuántos y buenos trabajos literarios pueden llegar a morir por falta de oportunidad. Afortunadamente no pasó con Shunko.
Jorge W. Ábalos.